# Església de Sant Pere i Sant Pau (Cracòvia)
Església de Sant Pere i Sant Pau (en polonès Kościół ŚŚ Piotra i Pawła) és una església barroca polonesa catòlica romana situada al carrer Grodzka 54 al barri de la Ciutat Vella de Cracòvia, Polònia. Va ser construïda entre 1597–1619 per Giovanni Maria Bernardoni, que va perfeccionar el disseny original de Józef Britius. És la més gran de les esglésies històriques de Cracòvia en termes d'⁣aforament. Des de 1842 serveix a la parròquia catòlica de Tots Sants.

## Història

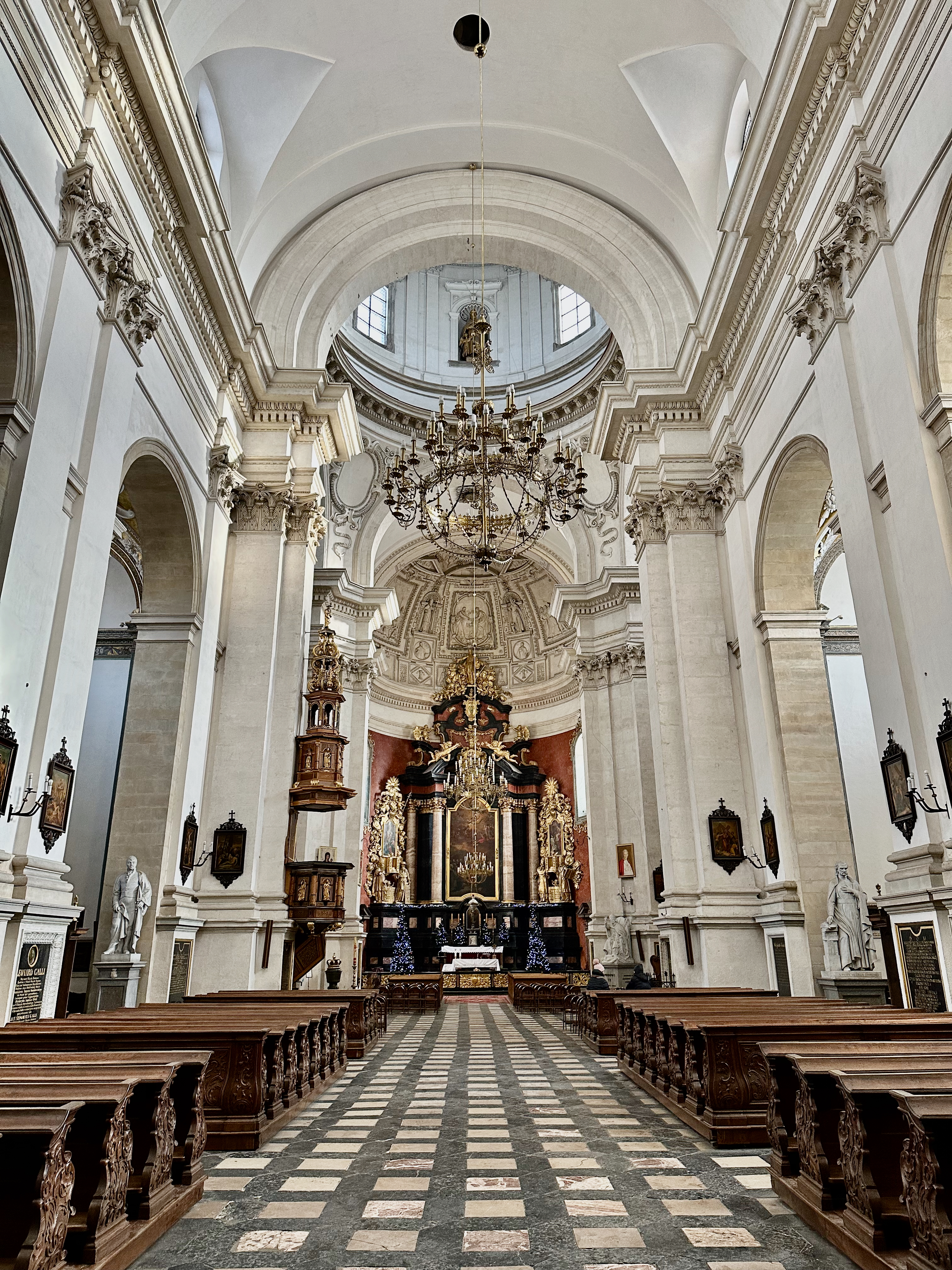
Interior

L'església de Sant Pere i Sant Pau és la primera estructura de Cracòvia dissenyada totalment en estil barroc, i potser el primer edifici barroc de l'actual Polònia. Va ser finançat pel rei Segimon III Vasa (Zygmunt III) per a l'⁣orde dels jesuïtes. El plànol de l'església com a basílica cruciforme va ser redactat per l'arquitecte italià Giovanni de Rossi. El seu disseny va ser realitzat per Józef Britius al principi (a partir de 1597), i després modificat per Giovanni Maria Bernardoni. La forma final de la façana actual, la cúpula i el seu interior barroc és obra de Giovanni Battista Trevano, que els va completar els anys 1605–1619. L'Església va ser consagrada cerimonialment el 8 de juliol de 1635.
Des de 1842, pertany a la parròquia de Tots Sants. L'any 1960 l'església va ser elevada al rang de Basílica Menor.

## Forma arquitectònica

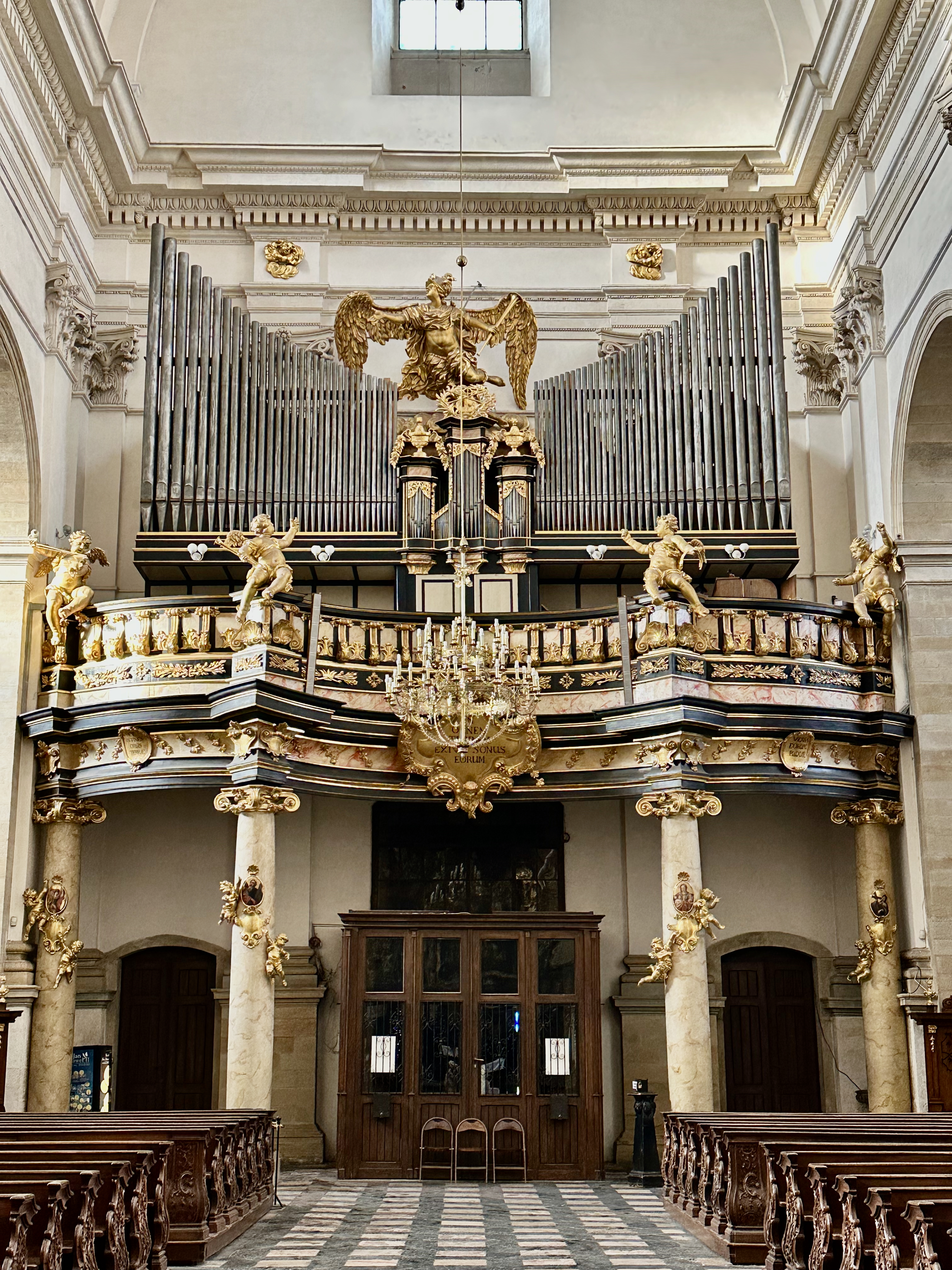
L'orgue

La façana va ser construïda amb dolomia. S'assembla a la de l'⁣església de Santa Susanna a Roma de Carlo Maderno, però també conté semblances amb la façana de l'església principal dels jesuïtes del Gesù. En els seus nínxols hi ha estàtues de sants jesuïtes: Ignasi de Loiola, Francesc Xavier, Lluís Gonzaga i Estanislau Kostka fetes per Dawid Heel. A sobre del portal principal hi ha l'emblema de l'orde dels jesuïtes amb els sants Segimon de Borgonya i Ladislau I d'Hongria. La part superior de la façana està adornada amb l'escut de la dinastia Vasa des que el rei Segimon III Vasa va ser el fundador de l'església. L'interior de l'església té una ampla nau única amb dos passadissos formats per capelles, així com el transsepte amb cúpula a la intersecció, i un breu presbiteri rectangular al voltant de l'⁣altar, amb un absis semicircular cobert amb volta semiesfèrica.
Davant del recinte de l'església hi ha diversos sòcols amb escultures elevades d'apòstols dissenyades per Kacper Bażanka. Es van fer amb pedra calcària de Pińczów i es van completar el 1722 per Dawid Heel. Avui, en lloc de les estàtues originals del segle XVIII, molt danyades per la pluja àcida, hi ha còpies contemporànies fetes amb el mateix material per Kazimierz Jęczmyk.

## Pèndol de Foucault

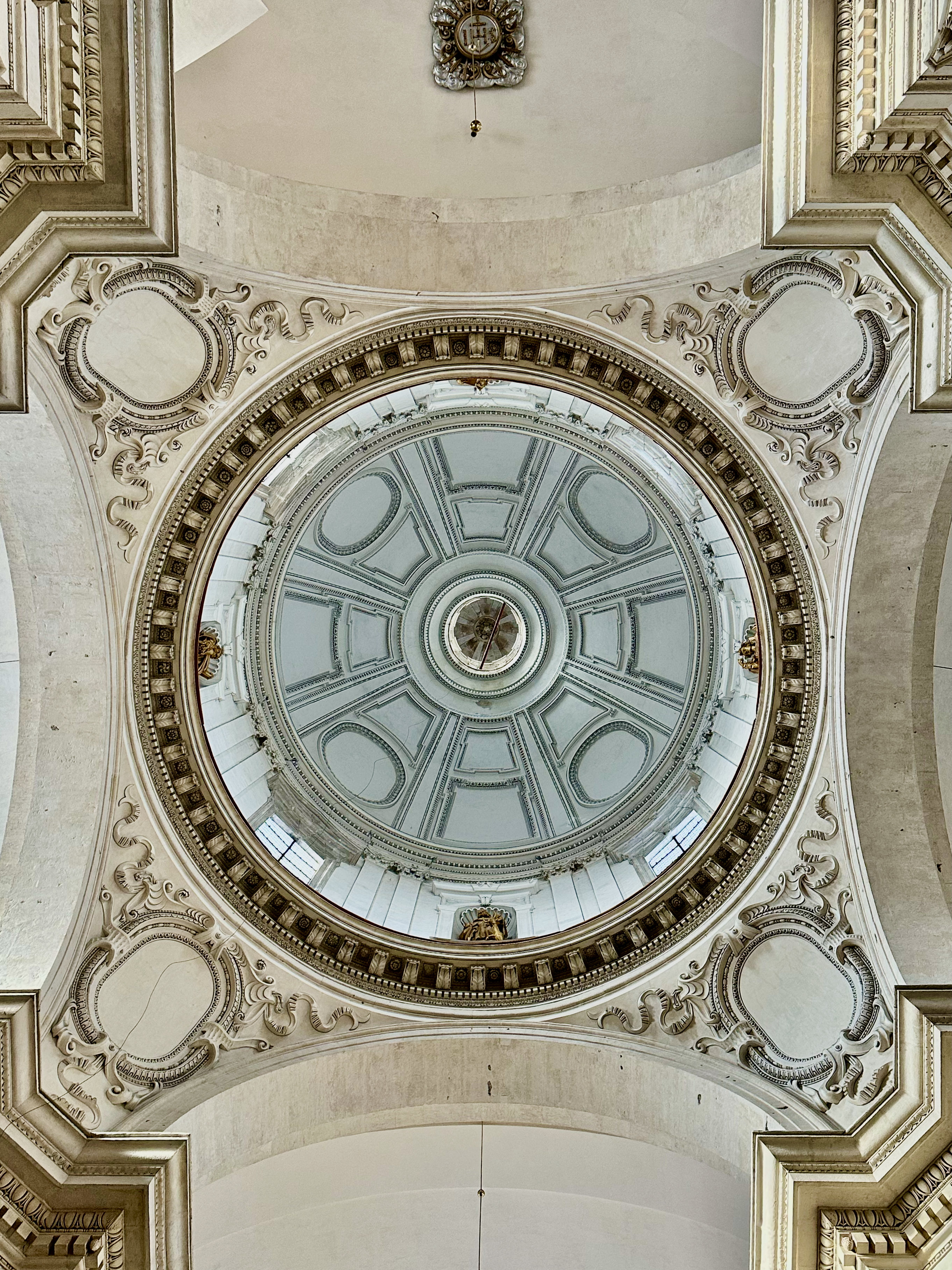
Cúpula des d'on es penja el Pèndol de Foucault

Tots els dijous a l'interior de l'Església es fan manifestacions del pèndol de Foucault més llarg de Polònia (46,5 m), suspès per a la popular mostra de la rotació de la Terra. Anomenat així en honor al físic francès Léon Foucault, l'aparell experimental consisteix en un pèndol alt lliure de balancejar-se en qualsevol pla vertical. El trajecte real del pèndol sembla girar, tot i que el pla del moviment es manté fix en l'espai, mentre la Terra gira sota el pèndol un cop al dia sideral. És una prova senzilla i fàcil d'observar el moviment de la Terra. El pèndol pesa 25 kg i està equipat amb el làser vermell que marca una esfera de rellotge a terra. Es triga aproximadament una hora a notar una diferència significativa en el seu camí, i l'explicació es proporciona en polonès.
La història del pèndol a l'Església és de diverses dècades. Per primera vegada, es va penjar l'any 1949 per iniciativa dels professors Kazimierz Kordylewski i Władysław Horbacki. Es va tornar a exposar l'any 1991 en l'aniversari de l'arribada de Nicolau Copèrnic a la ciutat. Tanmateix, les reformes dos anys més tard van obligar a retirar el pèndol. L'any 2000, el temerari doctor Henryk Brancewicz, astrònom de la Universitat Jagellònica, es va enfilar des de l'exterior i va tornar a penjar la corda al telescopi de la cúpula.

## Personatges destacats enterrats a l'església dels Sants Pere i Pau

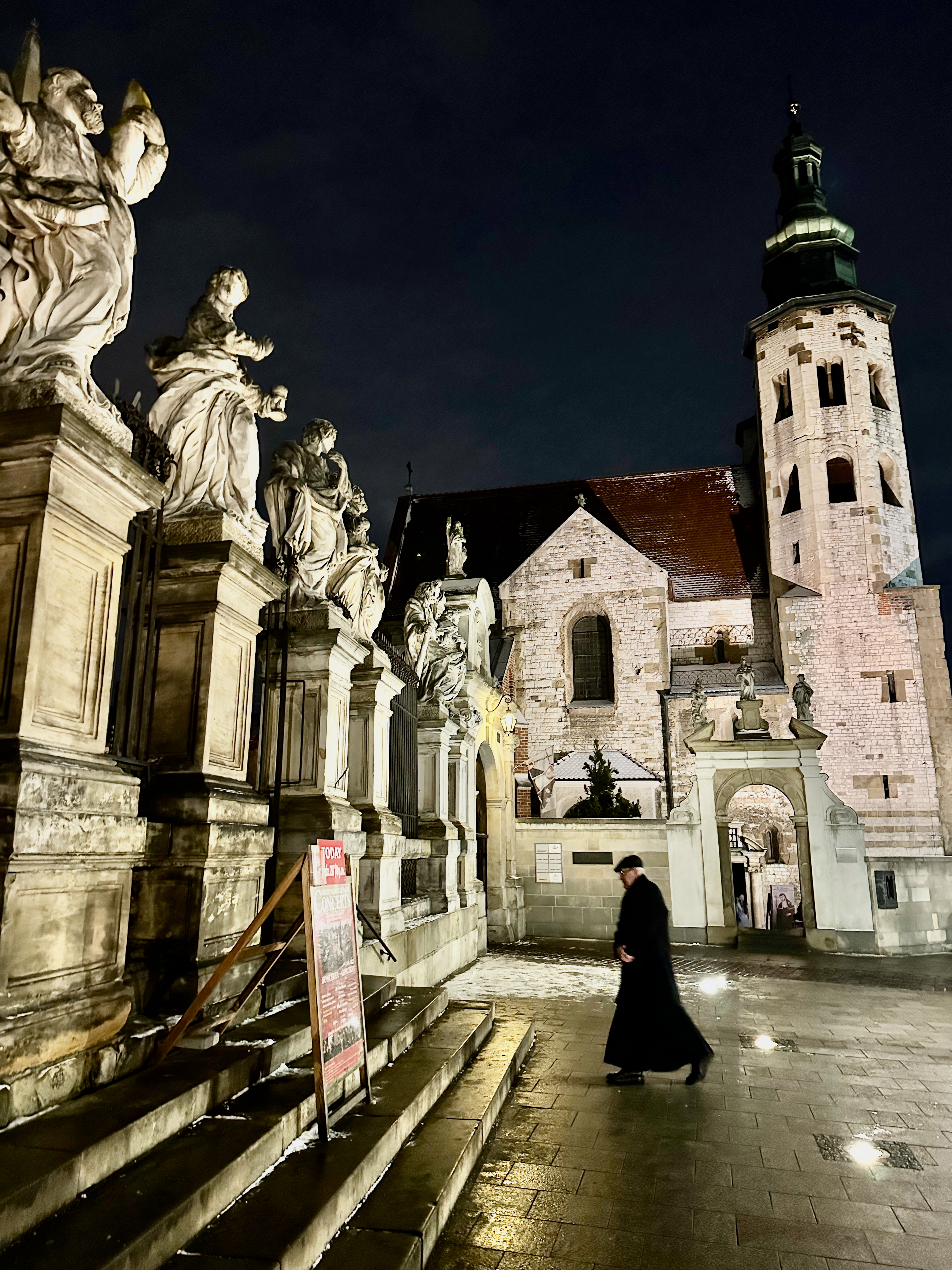
Els dotze apòstols de nit

L'església de Sant Pere i Pau acull un dels panteons nacionals de Polònia (Panteon Narodowy) al costat de la catedral de Wawel, l'arxicatedral de Sant Joan i l'⁣església de Sant Miquel Arcàngel i Sant Estanislau bisbe i màrtir, un lloc d'enterrament dels polonesos més destacats en els camps de les arts, la cultura i la ciència. Les obres de construcció del panteó van començar l'octubre de 2010, i l'obertura oficial de la primera part del complex va tenir lloc el 2012, en el 400è aniversari de Piotr Skarga, les restes del qual es van guardar en una de les criptes de l'església.
Les persones enterrades al panteó inclouen:
- Piotr Skarga, (1536–1612), predicador jesuïta
- Andrzej Trzebicki, (1607–1679), noble i sacerdot
- Witold Szeliga Bieliński, (1818–1833), noble
- Sławomir Mrożek, (1930–2013), dramaturg i dibuixant
- Karol Olszewski, (1846–1915), químic
- Krzysztof Penderecki (1933–2020), compositor i director d'orquestra
- Marian Rejewski, (1905–1980), matemàtic i criptòleg
- Jerzy Różycki, (1909–1942), matemàtic i criptòleg
- Zygmunt Wróblewski, (1845–1888), químic
- Henryk Zygalski, (1908–1978), matemàtic i criptòleg